# 埃澤里什鄉
45°25′N 21°53′E / 45.417°N 21.883°E
埃澤里什鄉（羅馬尼亞語：Comuna Ezeriș, Caraș-Severin），是羅馬尼亞的鄉份，位於該國西南部，由卡拉什-塞維林縣負責管轄，面積78平方公里，海拔高度238米，2007年人口1,347，人口密度每平方公里17人。